# Filepszállási Gergely
Filepszállási Gergely, Fülöpszállási (Tornyosnémeti, 17. század – ?) református lelkész, imaszerző.

## Élete
Debrecenben tanult, 1680. március 25-én lépett a felsőbb tanulók sorába. 1683-tól köztanító volt, majd 1684-től Nagykőröson működött rektorként. Ezt követően 1686. július 1-jén Marburgban és 1687. október 10-én Odera-Frankfurtban iratkozott be az egyetemre. 1689-től Rozgony, 1692 és 1694 között Tornyosnémetiben volt református lelkész.

## Művei
- Praesidium Christianorum. Avagy a Keresztyének között Magyarok Fegyvere… Kassa, 1694.

Gyászverset írt Mártonfalvi György (1681.) és Köleséri Sámuel (1683.) halálára.